# Malariacontrol.net
Malariacontrol.net è un progetto di calcolo distribuito per combattere la malaria.
È nato nell'autunno del 2005 da un gruppo di studenti sotto la supervisione di esperti dello Swiss Tropical Institute (STI) e del CERN.
Malariacontrol.net è attualmente in fase di testing.

## Come funziona

### I modelli
Lo Swiss Tropical Institute sta elaborando dei modelli di simulazione delle dinamiche di trasmissione del Plasmodium falciparum. Anche effetti sulla salute della malaria e altri fattori sociali vengono controllati all'interno dei modelli.

### Scopo dei modelli
Lo scopo della modellizzazione è quello di poter simulare, grazie ai computer, l'attuale stato della malattia. I risultati potranno essere sfruttati per distribuire reti antizanzare, chemioterapie e nuovi vaccini dove maggiormente serve per bloccare la diffusione della malattia.

### Necessità del calcolo distribuito
Inizialmente lo STI ha sfruttato la propria capacità di calcolo di 40 computer per uno studio preliminare dei modelli.
Per convalidare i modelli è però necessario simulare gli interventi su vasta scala con la conseguente necessità di una potenza di calcolo estremamente maggiore.